# Herbert Perry
Herbert Perry (n. 23 ianuarie 1894, Ladybrand, Free State, Africa de Sud – d. 20 iulie 1966, Bridport, Anglia, Regatul Unit) a fost un trăgător de tir ce a reprezentat Regatul Unit al Marii Britanii și al Irlandei de Nord, medaliat olimpic. A participat la o ediție a Jocurilor Olimpice (1924) în care a câștigat o medalie de aur.

## Participări
Lista de mai jos prezintă principalele competiții la care a participat Herbert Perry de-a lungul carierei.
- shooting at the 1924 Summer Olympics – men's 100 metre team running deer, double shots[*]